# Мужская сборная Ганы по баскетболу 3×3
Мужская сборная Ганы по баскетболу 3×3 представляет Гану на международных соревнованиях по баскетболу 3×3. Управляющим органом является Ассоциация баскетбола Ганы (англ. Amateur Basketball Association of Ghana, GBBA, Ghana Basketball).
По состоянию на 18 сентября 2024, мужская сборная Ганы по баскетболу 3×3 занимает 120-е место в мировом рейтинге ФИБА мужских сборных по баскетболу 3×3.

## Результаты выступлений
| Турнир           | Золото | Серебро | Бронза | Всего |
| ---------------- | ------ | ------- | ------ | ----- |
| Чемпионат Африки | —      | —       | —      | '—    |
| Африканские игры | 0      | 1       | 0      | 1     |
| Итого            | 0      | 2       | 0      | 2     |

### Чемпионат Африки
| Год        | Место          | Игры           | Победы         | Поражения      | Состав команды                                                                |
| ---------- | -------------- | -------------- | -------------- | -------------- | ----------------------------------------------------------------------------- |
| Ломе 2017  | 9              | 2              | 0              | 2              | Gibril Musah Dada, Benjamin Kwasi Ofori Debrah, David Laryea, Elvis Pobi Siaw |
| 2018—н. в. | не участвовали | не участвовали | не участвовали | не участвовали | не участвовали                                                                |

### Африканские игры
| Год        | Место          | Игры           | Победы         | Поражения      | Состав команды                                                                  |
| ---------- | -------------- | -------------- | -------------- | -------------- | ------------------------------------------------------------------------------- |
| 2019       | не участвовали | не участвовали | не участвовали | не участвовали | не участвовали                                                                  |
| Аккра 2023 | 2              | 6              | 4              | 2              | Henry Horlali Kpogo, Francis Kabu Dake, Francis Kabu Dake, Stephen Avegah Semey |